# Параскивеску, Мирон Раду
Мирон Раду Параскивеску (рум. Miron Radu Paraschivescu; 2 октября 1911, Зимнича — 17 февраля 1971, Бухарест) — румынский поэт, очеркист, журналист и переводчик. Член РКП (рум. Partidul Comunist Român) и личность города Вэлений-де-Мунте.

## Биография
С тридцатых годов XX века сотрудничал с румынской компартией. После войны — редактор журналов «Литературное обозрение» (рум. Revista literară) и «Литературный альманах» (рум. Almanahul literar). Параскивеску также взаимодействовал с журналами «Современник» (рум. Contemporanul) и «Ветки» (рум. Ramuri).
Юношеские стихи Параскивеску начали появляться в периодических изданиях с 1934 года. Отдельным сборником они вышли лишь в 1968, под названием "Скучные". Прославился как автор "Цыганских песен" (1941), явившихся данью любви и уважения к творчеству Федерико Гарсиа Лорки. Простая красота жизни "детей природы" передана в них средствами городского фольклора. Параскивеску создал цикл историко-патриотических стихов под названием "Песнь Румынии" (1951), вводил в круг поэтических тем острые вопросы послевоенного устройства — "Патетические декларации" (1960). Он переводил на румынский язык произведения Новалиса, Адама Мицкевича, Александра С. Пушкина, Федерико Гарсиа Лорки, Райнера Марии Рильке, Максима Горького, Николая А. Некрасова, Артюра Рембо, Луи Арагона и др.

## Творчество
- 1941 - «Цыганское песни» — Cântice ţigăneşti
- 1953 - «Похвала» — Laude
- 1959 - «Похвала и другие стихии» — Laude şi alte poeme
- 1960 - «Патетическая декларация» — Declaraţia patetică
- 1961 - «Стихии» — Poezii
- 1965 - «Свободный стих» — Versul liber
- 1968 - «Скучные» — Tristele
- 1969 - «Сочинений» — Scrieri, 2 связки
- 1971 - «Последние» — Ultimele